# Friedeburger Tief
Das Friedeburger Tief ist ein Gewässer in den Gemeinden Friedeburg (Landkreis Wittmund) sowie Sande und Zetel im Landkreis Friesland im Nordwesten Niedersachsens.

## Verlauf
Das Tief hat keine Quelle im herkömmlichen Sinne, sondern wird aus dem Zusammenfluss mehrerer Entwässerungsgräben (regional Schloot genannt) südwestlich des Karl-Georgs-Forstes bei Hopels in der ostfriesischen Gemeinde Friedeburg gebildet. Es fließt zunächst in nordöstlicher, später östlicher Richtung dem Jadebusen entgegen. Dabei wird der Ortskern des namensgebenden Ortes Friedeburg südlich passiert, in Höhe der ehemaligen Burg Friedeburg.
Es nimmt auf seinem Weg in Richtung Osten links- wie rechtsseitig mehrere Zuflüsse auf. Besonderheit des Emder Tiefs als linkem Zufluss ist, dass sein Haupteinzugsgebiet nördlich des (höher gelegenen) Ems-Jade-Kanals liegt, weshalb der Kanal durch einen Düker unterquert werden muss. Das Friedeburger Tief fließt auf Zeteler Gemeindegebiet mit dem Neustädter Tief zum Ellenserdammer Tief zusammen und wird durch das Schöpfwerk Petershörn in das Dangaster Tief und weiter in den Jadebusen entwässert. Das Friedeburger Tief ist damit der einzige in Ostfriesland entspringende Gewässerlauf, der nicht auf ostfriesischem Gebiet mündet.

## Geschichte
Die Mündung des Friedeburger Tiefs befand sich – nach mehreren Erweiterungen des Jadebusens durch Sturmfluten im Spätmittelalter – bis ins frühe 17. Jahrhundert nur wenig westlich des Ortes Friedeburg: Sowohl von dort als auch von Neustadtgödens aus konnten Schiffe auf die Nordsee gelangen. 1596 fasste Graf Johann XVI. von Oldenburg jedoch den Plan, die Deichlinie wieder zu verkürzen und zugleich die von den Sturmfluten getrennten nördlichen und südlichen Teile des Oldenburger Herrschaftsgebietes auf dem Landwege wiederzuvereinen. Sein Nachfolger Graf Anton Günther setzte diesen Plan mit der Anlegung des Ellenser Damms schließlich – trotz ostfriesischer Proteste – 1615 in die Tat um. Danach waren Friedeburg und Neustadtgödens durch ein neues, auf Oldenburger Gebiet errichtetes Siel wieder vom direkten Zugang zur See abgeschnitten.
Im November 2013 wurde das Friedeburger Tief durch einen Ölunfall an der Kavernenanlage Etzel stark verunreinigt.

## Schutzstatus
Das Friedeburger Tief liegt unterhalb von Friedeburg im FFH-Gebiet „Teichfledermaus-Habitate im Raum Wilhelmshaven“ und im Landschaftsschutzgebiet „Teichfledermausgewässer“.